# Вуд Вилиџ (Орегон)
Вуд Вилиџ (енгл. Wood Village) град је у америчкој савезној држави Орегон.

## Демографија
По попису из 2010. године број становника је 3.878, што је 1.018 (35,6%) становника више него 2000. године.
| Група             | 2000.         | 2010.         |
| Белци             | 2.233 (78,1%) | 2.097 (54,1%) |
| Афроамериканци    | 16 (0,6%)     | 79 (2,0%)     |
| Азијати           | 49 (1,7%)     | 147 (3,8%)    |
| Хиспаноамериканци | 435 (15,2%)   | 1.433 (37,0%) |
| Укупно            | 2.860         | 3.878         |